# Vernassal
Vernassal ist eine französische Gemeinde mit 363 Einwohnern (Stand: 1. Januar 2022) im Département Haute-Loire in der Region Auvergne-Rhône-Alpes (vor 2016 Auvergne); sie gehört zum Arrondissement Le Puy-en-Velay und zum Kanton Saint-Paulien.

## Geografie
Vernassal liegt etwa 20 Kilometer nordwestlich von Le Puy-en-Velay.

### Nachbargemeinden
Umgeben wird Vernassal von den Nachbargemeinden Allègre im Norden, Céaux-d’Allègre im Osten und Nordosten, Lissac im Osten und Südosten, Vazeilles-Limandre im Süden und Südwesten sowie Fix-Saint-Geneys im Westen.

## Bevölkerungsentwicklung
| Jahr                       | 1962 | 1968 | 1975 | 1982 | 1990 | 1999 | 2006 | 2011 | 2017 |
| Einwohner                  | 673  | 569  | 430  | 360  | 314  | 332  | 366  | 390  | 355  |
| Quellen: Cassini und INSEE |      |      |      |      |      |      |      |      |      |

## Verkehr
Vernassal hat im Ortsteil Darsac einen Bahnhof an der Bahnstrecke Saint-Georges-d’Aurac–Saint-Étienne-Châteaucreux und es ist Endpunkt der Bahnstrecke Saint-Germain-des-Fossés–Darsac. Darsac wird im Regionalverkehr von Zügen des TER Auvergne-Rhône-Alpes zwischen Le Puy-en-Velay und Clermont-Ferrand bedient.

## Sehenswürdigkeiten
- Kirche Saint-Victor